# Savins
Savins is een gemeente in het Franse departement Seine-et-Marne (regio Île-de-France) en telt 508 inwoners (1999). De plaats maakt deel uit van het arrondissement Provins.

## Geografie
De oppervlakte van Savins bedraagt 6,6 km², de bevolkingsdichtheid is 77,0 inwoners per km².
De onderstaande kaart toont de ligging van Savins met de belangrijkste infrastructuur en aangrenzende gemeenten.

## Demografie
Onderstaande figuur toont het verloop van het inwonertal (bron: INSEE-tellingen).